# Smart Common Input Method
Smart Common Input Method (SCIM) est une plate-forme pour faciliter la création de méthodes d'entrée (IM) pour Linux, initialement créée par Su Zhe de l'université Tsinghua.
Il tend à être remplacé par iBus qui s'est inspiré de SCIM, en en reprenant certaines parties de l'architecture, (les fichiers de création des méthodes, sont par exemple resté les mêmes), mais en s'adaptant mieux aux différents besoins apparus depuis sa création.

## Présentation
SCIM supporte de nombreuses langues à écritures complexes telles que le chinois, japonais, coréen, les écritures indiennes, etc.…
SCIM facilite le travail des développeurs qui veulent créer des méthodes d'entrée pour X11 par rapport à l'ancien système de serveurs XIM. Il fournit une architecture et une interface de programmation (API) claires.
C'est une plate-forme écrit en C++ et abstrait l'interface des méthodes d'entrée en une série de petites classes simples et indépendantes les unes des autres. Celles-ci permettent aux programmeurs d'écrire facilement leurs propres méthodes d'entrée en quelques lignes de code.
SCIM est très modulaire : la plupart des composants sont conçus en tant que modules chargés dynamiquement et peuvent ainsi être chargé à la demande. Par exemple, les méthodes d'entrée écrites pour SCIM peuvent être des modules IMEngine, et les utilisateurs peuvent utiliser ces modules avec différents frontends dans divers environnements sans ré-écrire ou recompiler lesdits modules.
SCIM est une bibliothèque de plus haut niveau comparée à XIM ou IIIMF. Son interface est plus simple que celles de ces derniers et SCIM peut fonctionner avec eux. SCIM supporte également des interfaces de méthodes d'entrée spécifiques aux clients, tels que l'interface immodule de GTK+2 et de Qt.
Le but de SCIM est de fournir un accès unifié au plus grand nombre de méthodes d'entrée dans toutes les langues pour tous les systèmes d'exploitation (actuellement juste pour différentes distributions de Linux).
La documentation est lacunaire mais, bien installé, cela fonctionne parfaitement.

## Saisie du chinois

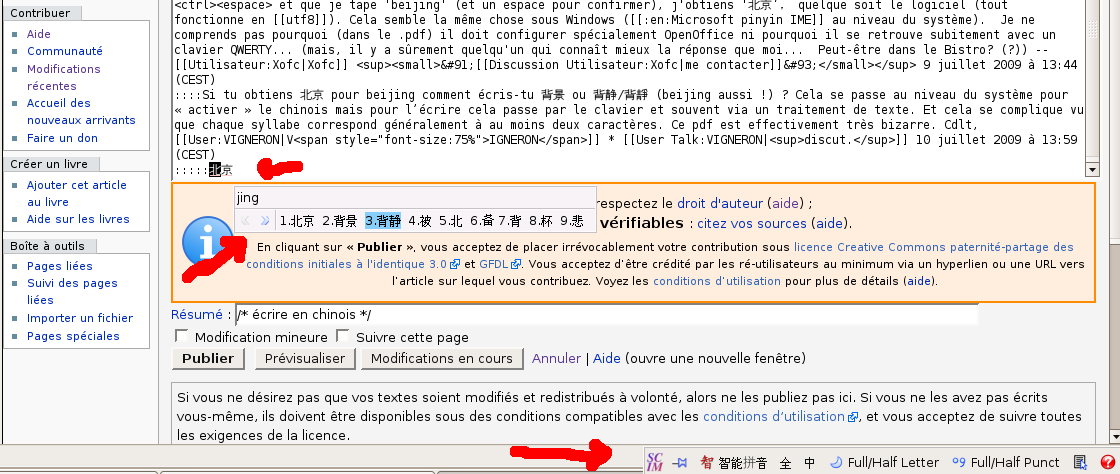
Saisie de sinogrammes dans une page Wikipédia.

SCIM permet de saisir les caractères chinois en Hanyu pinyin (chinois phonétique).  Sur Ubuntu, l'installation se fait très facilement grâce à Synaptic.  Si le fichier ~/.gnomerc contient 'export GTK_IM_MODULE=scim', <control><espace> active la saisie de sinogrammes en pinyin.  Les flèches permettent de choisir parmi les homophones.  Par défaut la méthode de saisie est l'utilisation d'unicodes bruts, mais SCIM autorise de nombreuses méthodes dont plusieurs pour le chinois.  Il n'y a qu'à sélectionner la bonne.